# 하니파 마블랴노바
하니파 무히디노브나 마블랴노바(러시아어: Ханифа Мухиддиновна Мавлянова, 러시아어: Ҳанифа Муҳиддиновна Мавлонова, 1924년 1월 30일 ~ 2010년 10월 24일)는 타지키스탄의 가수, 배우이다.